# Drigstrup Sogn
Drigstrup Sogn var et sogn i Kerteminde Provsti (Fyens Stift). Sognet indgik 1.december 2013 i Kerteminde-Drigstrup Sogn.
Drigstrup Sogn havde været anneks til Kerteminde Sogn siden 1476, hvor Kerteminde fik sin egen kirke. Drigstrup Sogn hørte til Bjerge Herred i Odense Amt. Kerteminde Sogn lå i Kerteminde Købstad og hørte kun geografisk til herredet. Drigstrup sognekommune blev i 1963 indlemmet i købstaden, som blev kernen i Kerteminde Kommune, der blev dannet i 1966 − 4 år før kommunalreformen i 1970.